# Педер Морк Мьонстед
Педер Мьорк Мьонстед (на датски: Peder Mørk Mønsted) е датски художник, майстор на пейзажа. Той е един от ярките представители на златния век на датската живопис и същевременно един от най-известните пейзажисти в света около 1900 г.

## Биография
Роден е на 10 декември 1859 г. на полуостров Ютландия, в семейството на заможен корабостроител. Още като дете взема уроци по рисуване в Художественото училище в Орхус. Между 1875 и 1879 посещава Художествената академия в Копенхаген и школата на Петер Северин Кроер. През 1882 г. заминава за Рим и остров Капри, където е покорен от средиземноморското слънце и ярките багри. По-късно се обучава в продължение на една година в работилницата на известния живописец Адолф Бужеро в Париж. Мьонстед усъвършенства майсторството си по време на многобройните си пътувания в Швейцария, Италия, Франция, Северна Африка, Гърция.
През 1889 г. заминава за Алжир, а три години по-късно за Гърция, където в продължение на една година е гост на гръцкото кралско семейство, на което прави портрети. В Египет рисува пирамидите.
От своите пътувания Мьонстед носи много мотиви, които преработва в творби в ателието си и които излага на големи международни изложби. От 1874 г. редовно излага творби в Копенхаген, но също и в Любек и Париж.
Още преди 1900 г. Мьонстед се радва на популярност в Германия, особено сред мюнхенската публика.

## Творчество
Произведенията на Мьонстед трудно могат да се причислят към традицията на академичната пейзажна живопис. Той рисува това, което вижда. Силно повлиян е от френския импресионизъм. Художникът обича да рисува поля, гори, селски къщи и дворове. Пейзажите му предразполагат към дълго съзерцание. Монстед прави зрителя съпричастен на настроението на рисуваната сцена, заедно с художника той се любува на прекрасния, жизнерадостен свят.
Въпреки многобройните пътувания мотивите в творчеството на Мьонстед идват предимно от девствения датския и скандинавския пейзаж, почти без човешки фигури. Затова често включва водни повърхности: езера, рекички, които позволяват да предаде един пейзаж с много атмосфера и широта.
Творбите му се намират в много частни колекции, като особено предпочитан автор е за английските и американските колекционери.
Мьонстед умира на 20 юни 1941 г. в Дания.
|  | Тази страница частично или изцяло представлява превод на страницата Peder Mørk Mønsted в Уикипедия на немски. Оригиналният текст, както и този превод, са защитени от Лиценза „Криейтив Комънс – Признание – Споделяне на споделеното“, а за съдържание, създадено преди юни 2009 година – от Лиценза за свободна документация на ГНУ. Прегледайте историята на редакциите на оригиналната страница, както и на преводната страница, за да видите списъка на съавторите. ВАЖНО: Този шаблон се отнася единствено до авторските права върху съдържанието на статията. Добавянето му не отменя изискването да се посочват конкретни източници на твърденията, които да бъдат благонадеждни. |